# 리샤바나타
리샤바나타(ऋषभनाथ), 리샤바데바(ऋषभदेव), 리샤바(ऋषभ) 또는 이크슈바쿠(इक्ष्वाकु)는 자이나교의 초대 티르탕카라이다. 그는 현재 자이나교에서 반주기 동안 24명의 스승 중 첫 번째 스승이었고, 그의 가르침이 끝없는 환생과 죽음의 바다를 건너는 데 도움을 주었기 때문에 "개울 제조자"라고 불렸다. 전설에 따르면 그는 수백만 년 전에 살았던 것으로 묘사된다. 그는 이전 시대의 마지막 티르탕카라였던 삼프라티 바그완의 정신적 후계자였다. 그는 또한 아디샤바나타(첫번째 지나), 유가디데바(유가의 첫 번째 데바), 프라타마라제스와라(첫 번째 신왕), 나비야(나비의 아들)로도 알려져 있다. 그는 이크슈바쿠 왕조의 설립자인 이크슈바쿠로도 알려져 있다. 리샤바나타는 마하비라, 파르슈바나타, 네미나타, 샨티나타와 함께 자이나교에서 가장 헌신적인 숭배를 받는 5대 티르탕카라 중 한 명이다.
전통적인 이야기에 따르면, 그는 비니타라고도 불리는 북인도의 도시 아요디아에서 나비 왕과 마루데비 왕비 사이에서 태어났다. 그에게는 수망갈라와 수난다라는 두 명의 부인이 있었다. 수망갈라는 그의 99명의 아들 (바라타 포함)과 한 명의 딸인 브라흐미의 어머니로 묘사된다. 수난다라는 바후발리와 순다리의 어머니로 묘사된다. 인드라가 그의 궁정에 보낸 무용수 중 한 명인 닐란자나의 갑작스러운 죽음은 그에게 세상의 일시적인 본성을 상기시켰고, 그는 포기에 대한 열망을 발달시켰다.
헤마찬드라의 《트리샤슈티-샬라카푸루샤-차리트라》와 아차리야 바르다만수리 주 리샤바나타가 쓴 《아디나트차리트라》 등 주요 자이나교 문헌에는 그가 출가한 후 400일 동안 음식 없이 여행했다고 전해지고 있다. 그가 첫 아하라(음식)를 얻은 날은 악샤야 트리티야로서 자이나교도에 의해 기념된다. 리샤바나타를 숭배하는 마음으로, 백의파 자이나교도들은 400일 동안 번갈아 가며 음식을 먹는 단식을 한다. 이 종교적 관습은 바르시탑으로 알려져 있다. 단식은 악샤야 트리티야에서 깨졌다. 그는 아스타파다산(카일라쉬)에서 해탈의 경지에 도달했다. 그의 우상에는 아힘사, 바완자, 고파찰 언덕에 세워진 거대한 조각상들뿐만 아니라, 쿨팍 티르트 사원과 팔리타나 사원의 우상들도 포함된다. 그의 상징물에는 그의 상징인 황소인 냐그로다나무, 고무카(황소의 얼굴을 한)야크샤, 차크레슈바리 야크시 등이 있다.

## 같이 보기
- 이크슈바쿠